# هونولدشتاین
هونولدشتاین (به آلمانی: Haunoldstein) یک منطقهٔ مسکونی در اتریش است که در ناحیه زانکت پولتن-لاند واقع شده‌است. هونولدشتاین ۹۴۰ نفر جمعیت دارد.